# إنجي خاتون (ابنة محمد الأول)
إنجي خاتون أميرة عثمانية من السلالة العثمانية الحاكمة و ابنة السلطان العثماني محمد الأول.

## زواجها
تزوَّجت سلطان إنجي من الأمير عيسى بك بن مُحمَّد القرماني.

## وفاتها
توفيت إنجي و دُفنت في تُربة والدها بِبورصة.